# Janet Clerk
Janet Clerk, née à Barton on Sea le 1er janvier 1878 et morte en un lieu et à une date inconnus, est une peintre et sculptrice britannique.

## Biographie
Épouse de George Clerk, ambassadeur du Royaume-Uni en France dans les années 1930, elle expose au Salon des artistes français de 1929 les sanguines Portrait de M. William Monk et Portrait d'un Hodja. 